# قمبريط صغير الأزهار
قمبريط صغير الأزهار (الاسم العلمي:Combretum micranthum) هو نوع من النباتات يتبع جنس القمبريط من الفصيلة القمبريطية.